# Lehtineniana
Genre
Synonymes
- Tangaroa Lehtinen, 1967 nec Marcus, 1952

Lehtineniana est un genre d'araignées aranéomorphes de la famille des Uloboridae.

## Distribution
Les espèces de ce genre se rencontrent en Océanie.

## Liste des espèces
Selon World Spider Catalog (version 23.5, 15/08/2022) :
- Lehtineniana beattyi (Opell, 1983)
- Lehtineniana dissimilis (Berland, 1924)
- Lehtineniana pukapukan (Salvatierra, Brescovit & Tourinho, 2015)
- Lehtineniana tahitiensis (Berland, 1934)
- Lehtineniana vaka (Salvatierra, Brescovit & Tourinho, 2015)

## Systématique et taxinomie
Tangaroa Lehtinen, 1967, préoccupé par Tangaroa Marcus, 1952, a été remplacé par Lehtineniana par Sherwood en 2022.

## Étymologie
Ce genre est nommé en l'honneur de Pekka T. Lehtinen.

## Publications originales
- Sherwood, 2022 : « Replacement names for Leroya Lewis & Dippenaar-Schoeman, 2014 (Araneidae: Thomisidae) and Tangaroa Lehtinen, 1967 (Araneae: Uloboridae). » Revista Ibérica de Aracnología, no 40, p. 203-204.
- Lehtinen, 1967 : « Classification of the cribellate spiders and some allied families, with notes on the evolution of the suborder Araneomorpha. » Annales Zoologici Fennici, vol. 4, p. 199-468.